# 平成28年台風第7号
平成28年台風第7号（へいせい28ねんたいふうだい7ごう、アジア名：Chanthu、命名:カンボジア、意味:花の名前）は、2016年（平成28年）8月14日に発生した台風。東日本から北日本にかけての広い範囲に大雨を中心に影響を及ぼし、北海道に上陸した。
2016年最初に日本に上陸した台風となったほか、9年ぶりに北海道に上陸した台風、そして23年ぶりに本州などに上陸せず北海道に直接上陸した台風となった。
この台風と、同年の台風11号・9号・10号等による災害は、政府により激甚災害に指定された。

## 概要

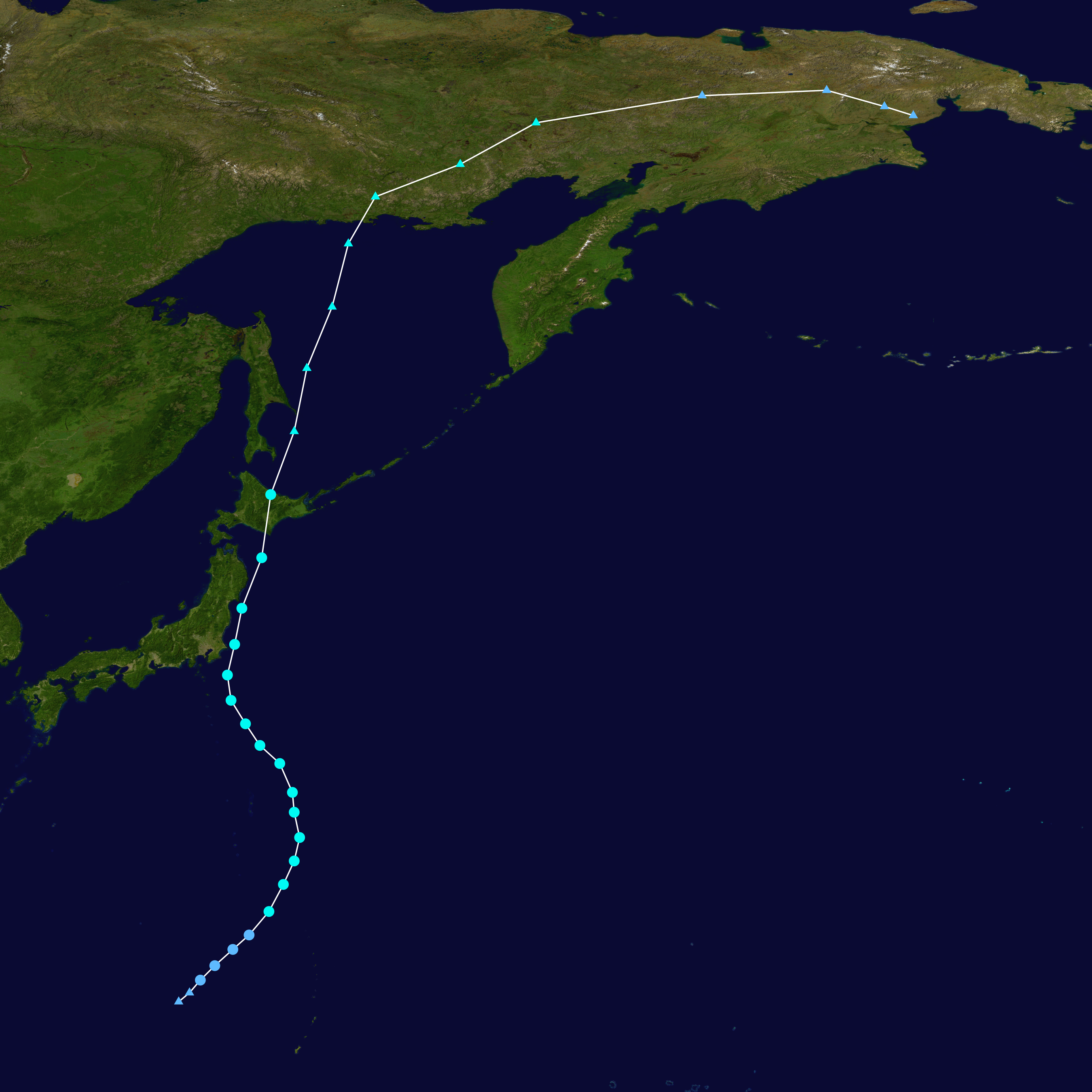
進路図

2016年8月10日にフィリピンの東で形成が始まった低気圧93Wについて8月11日15時（協定世界時11日6時）、気象庁は熱帯低気圧として観測を開始した。同日21時、台風に発達する可能性があるとして熱帯低気圧情報の発表を開始し、合同台風警報センター（JTWC）は12日6時30分（協定世界時11日21時30分）にTCFA（熱帯低気圧形成警報）を発令。13日15時（協定世界時13日6時）に熱帯低気圧番号09Wを割り当てた。09Wは14日3時（協定世界時13日18時）にマリアナ諸島の北緯20.9度、東経142.9度で台風になり、アジア名チャンスー（Chanthu）と命名された。台風はやや発達しながら15日から16日にかけて小笠原諸島及び伊豆諸島の東海上を北上し、一旦勢力を弱めたものの、17日になってから再発達し、2時前後に千葉県銚子市沖を通過。その後も関東・東北沖を陸地に沿うように北上し、同日9時に中心気圧980ヘクトパスカルという最低気圧を記録した。更に発達した台風は同日12時に最大風速30メートルを記録し、初めて暴風域を伴うようになった。これは、台風の構造が温帯低気圧に変わる過程で寒気を取り込み、温帯低気圧として発達したためと思われる。そして17時30分頃、北海道の襟裳岬（様似町）付近に上陸した。18日3時、オホーツク海の北緯47.7度、東経144.6度で温帯低気圧に変わった。

## 気象状況
この台風により、東日本から北日本にかけての広い範囲で大雨による被害が出た。16日夜から17日にかけて、北海道の広い範囲で大雨が降り、16日0時から17日24時までの総雨量は胆振地方の白老町森野で233.5mm、日高地方の浦河町中杵臼で207.5mmとなった。また、根室市納沙布で42.5mm（17日0時28分まで）、江別市江別で40.0mm（16日20時50分まで）の1時間雨量となり、いずれも統計開始以来の極値を更新した。さらに17日19時40分までの3時間雨量は、河東郡上士幌町ぬかびら源泉郷で108.0mm、富良野市富良野で86.0mmに達し、いずれも統計開始以来の極値を更新。17日の日降水量は、上川郡美瑛町白金で157.5mm、上士幌町三股で146.0mmとなり、どちらも統計開始以来の極値を更新した。関東地方では、16日夜から17日明け方にかけて、千葉県と茨城県を中心に大雨となった。茨城県土浦市では65.5mmの1時間降水量となり、観測史上1位の記録を更新。その後17日朝以降は台風一過で晴れ、台風による暖かい空気の影響で、群馬県館林市で39.6度を観測するなど、内陸部を中心に猛暑日となった。東北地方でも太平洋側を中心に大雨が降り、多くの地域に一時土砂災害警戒情報が発表されていた。福島県茂庭で1時間降水量55.5mmを記録し、観測史上1位の記録を更新するなどした。そして北海道では、台風の上陸により大雨のみならず暴風も記録的なものとなった。17日19時45分には釧路市で最大瞬間風速43.2m/sを観測し、観測史上1位の記録を更新。最大風速については、31.8m/sを観測した釧路市をはじめ、大津で24.7m/s、鶴丘で24.0m/s、小清水で21.0m/s、白糠で19.6m/sとなるなど、いずれも観測史上1位の記録を更新した。

## 影響・被害
台風による交通への影響や被害が相次ぎ、外房線で16日20時40分頃から終電まで大原-安房鴨川で運転見合わせとなって上下線9本が運休し、約500人に影響が出た。常磐線では通常より本数を減らして運転。また水郡線では、常陸大子-郡山間で運転を見合わせ、烏山線も全線で運転を見合わせた。山形新幹線は17日、福島-新庄間で始発から午前中いっぱい運転見合わせとなったほか、JR北海道でも特急12本を含む計54本が運休または部分運休となったため、約3600人に影響した。福島県では、福島市で大雨による床上浸水17棟、床下浸水19棟、本宮市で床下浸水1棟の被害が出たほか、田村市で県道が崩落した。北海道では18日、白糠町にある中学校の屋根が強風で吹き飛び、校庭に崩れ落ちる被害があった。道内では台風通過後も局地的な豪雨が続き、北見市常呂町を流れる常呂川が氾濫危険水位を超えた。また足寄町では、町内を流れる2本の川の水があふれ、住宅の浸水や道路の冠水の被害が発生し、約780世帯1620人に避難指示が出された。さらに道東を中心に大規模な停電も起こり、道内全体で最大8万戸以上が停電した住宅の浸水は、足寄町で約40戸、床上浸水が札幌市厚別区や置戸町などで計8棟、床下浸水が計18棟であった。20日には国道273号の上川町層雲峡の高原大橋が、石狩川の増水によって橋脚が沈むなどの被害が出たため通行止めとなったが、三国峠を含む国道273号上士幌町三股-上川管内上川町層雲峡（15.2km）が、9月30日14時に通行止めが解除された。

## 映像化
- 日本を変えた!あの重大事件の新事実〜衝撃事件の現場に知られざるヒーローがいた〜（TBSテレビ、2019年12月9日）- 北海道での消防ヘリによる救出状況